# Помряскино
Помряскино (баш. Помряскин) — село в Стерлитамакском районе Республики Башкортостан Российской Федерации. Входит в состав Айгулевского сельсовета.

## География

### Географическое положение
Находится на левом берегу реки Ашкадар, недалеко от места впадения реки Сухайли.
Расстояние до:
- районного центра (Стерлитамак): 15 км,
- центра сельсовета (Айгулево): 3 км,
- ближайшей ж/д станции (Стерлитамак): 15 км.

## История
Основано помещичьими крестьянами княгини Голицыной на территории Стерлитамакского уезда, известно с 1850. В 1865 в 64 дворах проживало 514 человек. Занимались земледелием, пчеловодством. Были церковь, школа, 4 водяные мельницы, кузница, 3 конные обдирки, 2 маслобойных заведения, винная и 2 пивные лавки. В 1870 на купленных у Голицыной землях поселились крестьяне-переселенцы из раскольников. В 1906 зафиксированы церковь, церковно-приходская школа, земская школа, 6 маслобойных заведений, 2 бакалейные лавки, 3 ветряные мельницы, хлебозапасный магазин.

## Население
| 2002 | 2009 | 2010 |
| ---- | ---- | ---- |
| 238  | ↗240 | ↗295 |

Национальный состав
Согласно переписи 2002 года, преобладающая национальность — русские (80 %). Согласно переписи 2020-2021 годов, русский язык родным назвали 75% жителей, башкирский 11,5%, татарский 10,2%.

## Религия
В селе есть православная церковь Михаила Архангела.